# Zelotaea grandis
Espèce
Zelotaea grandis est une espèce d'insectes lépidoptères (papillons) de la famille des Riodinidae et du genre Zelotaea.

## Taxonomie
Zelotaea grandis a été décrit par Curtis John Callaghan (d) en 1999.

## Répartition
Zelotaea grandis se rencontre au Brésil.

### Protection
Pas de statut de protection particulier.